# Сема

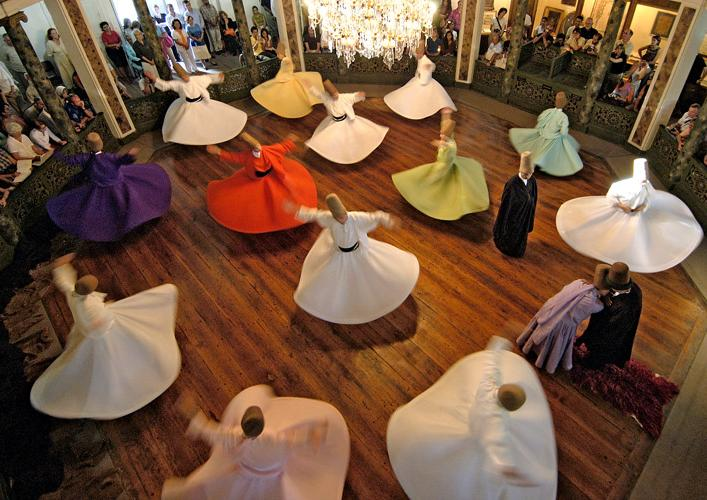
Кружляючі дервіші в Стамбулі

Сема (араб. سماع - слухання), також Семаа - суфійський ритуал, що є різновидом зікра. Включає в себе спів сакральних текстів, акценти на головних релігійних ідеях, гру на музичних інструментах, танець, декламацію віршів і молитов, естетизацію обряду, носіння облачень, що мають символічне значення тощо, все це сприяє релігійній результативності музичної комунікації. Особливо популярний як форма богослужіння в суфійському тарикаті Чишті на Індійському субконтиненті.
У 2005 році ЮНЕСКО оголосила «Мевлевійський ритуал сема» шедевром усної та нематеріальної культурної спадщини.

## Походження та історія
Виникнення ритуалу «сема» переказ приписує натхненнику суфійського ордену Мевлеві, поету і містику Румі. Згідно з легендою, ця унікальна форма зікра виникла завдяки тому, що Румі одного разу почув на міському ринку ритмічні удари молотків золотобитів. У низці ударів, які здійснювали підмайстри при обробці золота, йому почувся зікр «ля мулу ха ільля» («Немає Бога, крім Аллаха»), від чого він впав в екстаз, простяг обидві руки і став обертатися по колу . Так з'явилася церемонія «сема» і мевлевійський орден дервішів. Ритуал «сема» сягає корінням у перську та турецьку культури і асоціюється зі східними традиціями.
З метою пізнання божественної сутності методом викликання стану екстатичного трансу  в деяких суфійських братствах  використовували стимулятори (каву, куріння, алкоголь). Через шкідливість подібних стимуляторів для здоров'я, велика частина суфіїв розробляла цілий ряд інших прийомів таких як: голос, музика, танець, зміна ритму, зміна частоти подиху, положення тіла тощо. Відзначають їх подібність з ритуалом камлання шаманів. 
Визначальний вплив на класичну поезію арабів, тюрків, персів і інших народів обумовлювався тим, що обряди, як і релігійні піснеспіви іляхи створювалися і виконувалися рідною мовою.
За припущенням Анатолія Богорода, кримський танець хайтарма походить від суфійського танцю дервішів. Після 1921 року окупаційна влада заборонами та депортаціями викорінила обряд зікр та репресувала тих, хто намагався записати цей жанр, серед них був композитор Асан Рефатов. За роки мовчання жанр втратив значну кількість оригінальних мелодичних зразків. Матеріали, що зберігли та опублікували у збірниках вже за часів незалежності, переважно безмовні і не виконуються.

## Символічність
Сема уособлює містичну мандрівку на шляху духовного сходження до досконалості. Звернувшись до істини, адепт наповнюється любов'ю, залишає своє его і досягає духовної досконалості. Він повертається з духовних мандрів зрілим і перетвореним, щоб дарувати любов і служіння всьому світу. Румі уподібнив ритуал «сема» паломництву до Мекки, оскільки обидва звичаї призначені для того, щоб їх прихильники наблизилися до Бога. 

## Елементи церемонії
Головну роль в ритуалі «сема» відіграє спів, але важливе значення має і музика, особливо у вступах і для аккомпанування. При цьому, однак, використовуються лише музичні інструменти, що мають символічне сакральне значення. Найпоширеніші бубни, бубонці і флейти. Сема часто включає релігійні піснеспіви під назвою «Кавлі» і «бейт». Також часто у церемонії звучать поетичні твори, які в поєднанні з іншими елементами надають особливий вплив на учасників, попри те, що самі по собі ці твори можуть не мати духовної сили. Для звернення до Бога в даному ритуалі використовуються будь-які вірші, навіть любовна лірика. Однак слухачі повинні очистити свої помисли, інакше в танці вони можуть сповнитися пожадливістю, а не любов'ю до Бога. Крім того, свідомість людей, спожитих мирською, а не божественною, любов'ю, може бути затуманене еротичної поезією. Сури Корану ніколи не використовуються в церемонії «сема», не стільки через загальну популярність, скільки через те, що священний текст Корану ніколи не призначався для медитацій і не може бути використаний як основна тема для фантазій і імпровізацій. 

## Призначення
Сема являє собою спосіб споглядання Бога шляхом зосередження на музиці і танцях. Ця церемонія розкриває тайники людських сердець, не стільки викликаючи емоції, скільки вказуючи шлях до Бога. Усі сумніви людини зникають, і її серце і душа можуть безпосередньо спілкуватися з Богом. Основна мета ритуалу «сема» полягає в досягненні екстатичного трансу під назвою «ваджд». Зовні цей стан проявляється в різних непередбачуваних рухах, порушення, всіляких танцях. Інший стан, якого прагнуть досягти учасники ритуалу «сема», називається «Хамр», що означає «духовне сп'яніння». Кінцева мета церемонії полягає в знятті завіси над таємницями світобудови і досягнення духовного знання за допомогою ваджда. Іноді досвід ваджда настільки сильно впливає на людину, що викликає непритомність, а в крайній формі - навіть смерть.
У горизонтальному напрямі музична комунікація об'єднує громаду світоглядно, у вертикальному - спрямовує думки до Бога (зв'язок земного і небесного).

## Етикет
Етикет проведення ритуалу «сема» вимагає від учасників зберігати тишу, спокій і самоконтроль аж до настання ваджда, що дозволяє досягти більш високих медитативних ступенів. Учасники повинні уникати руху і криків до тих пір, коли вони вже не можуть стримуватися, і в цій точці стає можливим наступ ваджда. Вкрай важливе значення має щирість трансового переживання ваджда, яке не повинно бути награним з якої-небудь причини. Крім того, учасники повинні дотримуватися належної поведінки протягом всієї церемонії, в іншому випадку її позитивний ефект не буде досягнутий. 

## Розбіжності
Серед мусульман є як прихильники, так і противники церемонії «сема», а також використання музики взагалі. Абу Хамід Аль-Газалі був рішучим прихильником використання музики і вважав, що ваджд пробуджує палку любов до Бога. Аль-Газалі написав розділ під назвою «Про музику і танці як допоміжні засоби для релігійного життя», в якій він підкреслив, наскільки музика і танець можуть бути благотворними для мусульман, якщо вони досягли чистоти душі перед використанням цих коштів. Противники вважають музику негожим нововведенням біда, характерним для безбожництва. Вони уподібнюють фізичні відчуття людей в стані «ваджд» станом алкогольного сп'яніння, а тому не схвалюють його. 

## Особливості практики
Через культурні відмінності між різними мусульманськими громадами ставлення до участі в музичних уявленнях в одних громадах терпиме, в інших - негоже. Медитація і суфійські практики в ісламі прийнятні в тій мірі, в якій вони відповідають нормам шаріату. Брати участь в церемонії «сема» можуть представники будь-яких соціальних верств, хоча серед суфіїв і ісламських богословів існують розбіжності щодо того, чи здатні неофіти досягти тих же позитивних результатів, що і просунуті адепти. Також суперечки ведуться з приводу того, наскільки здатні юні адепти подолати власне бажання, щоб почитати Бога з чистим серцем.

## Танець дервішів як він є

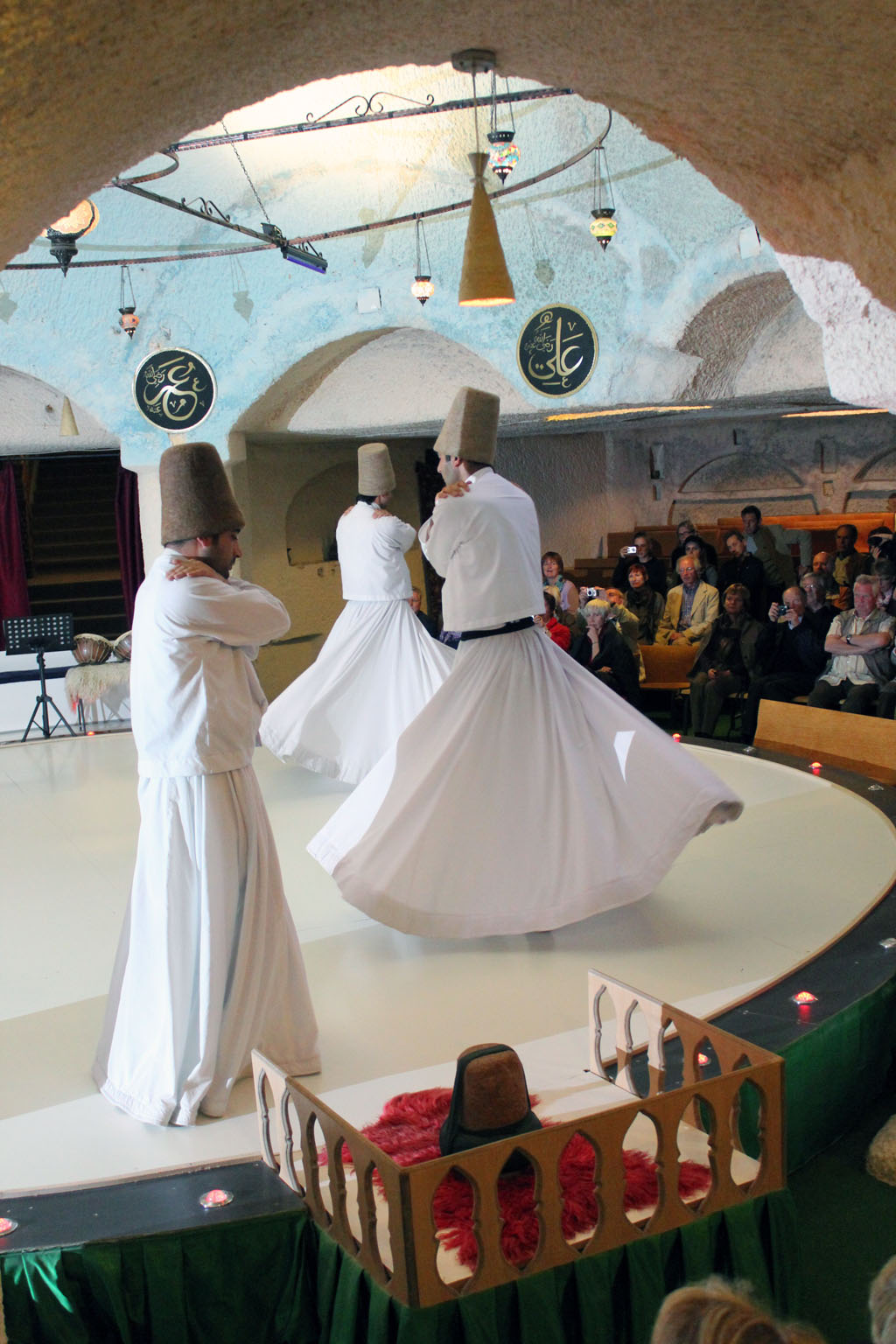
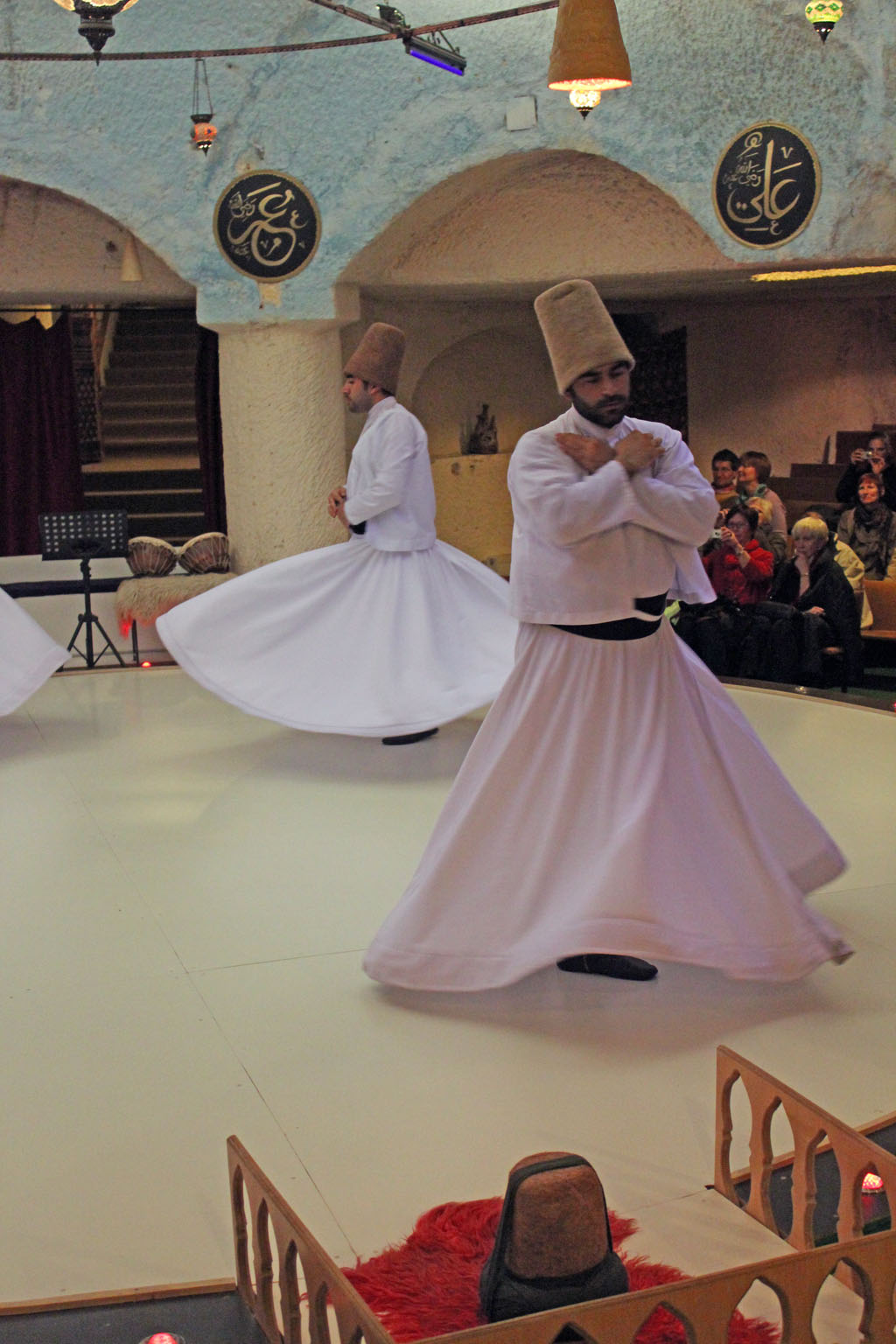
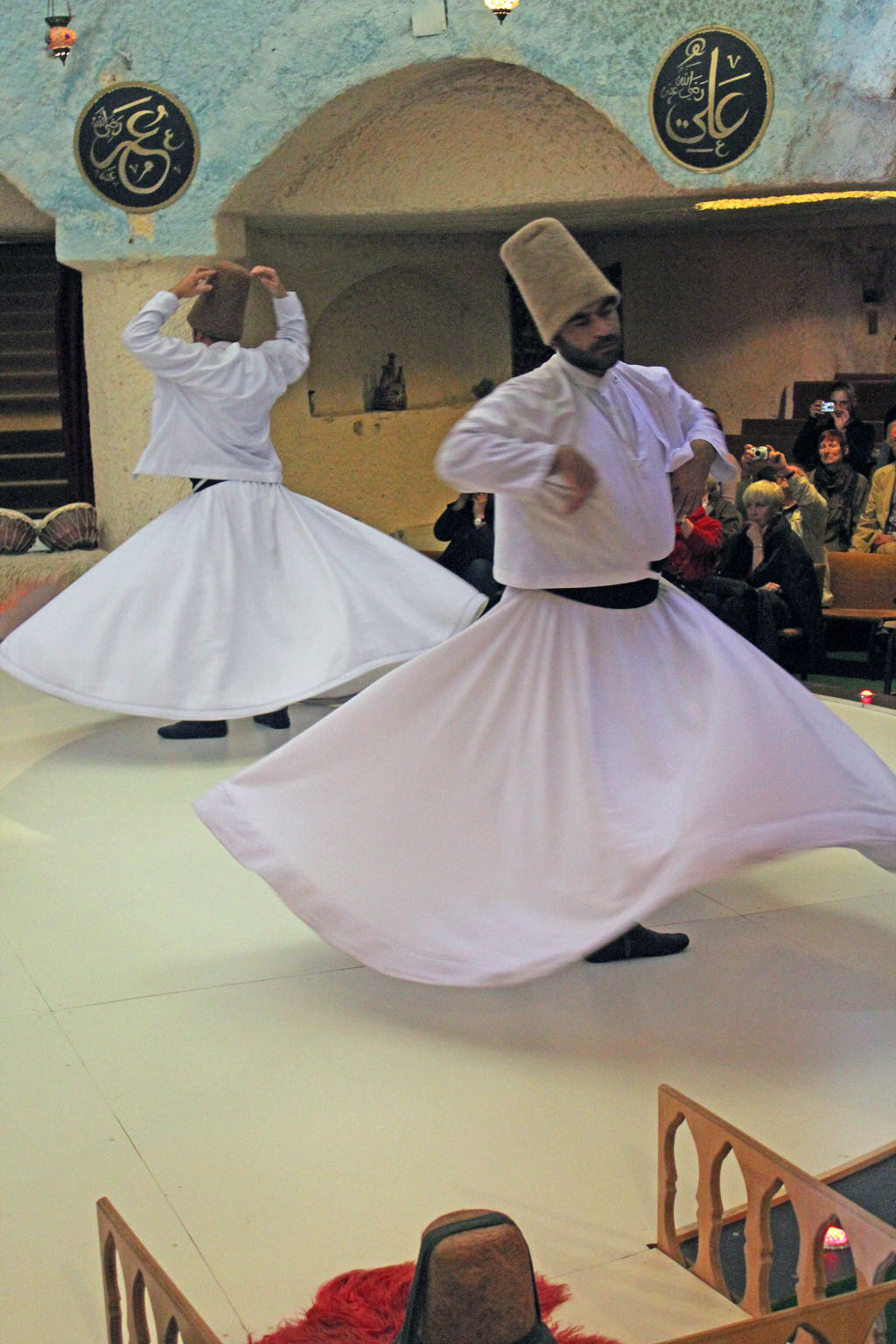
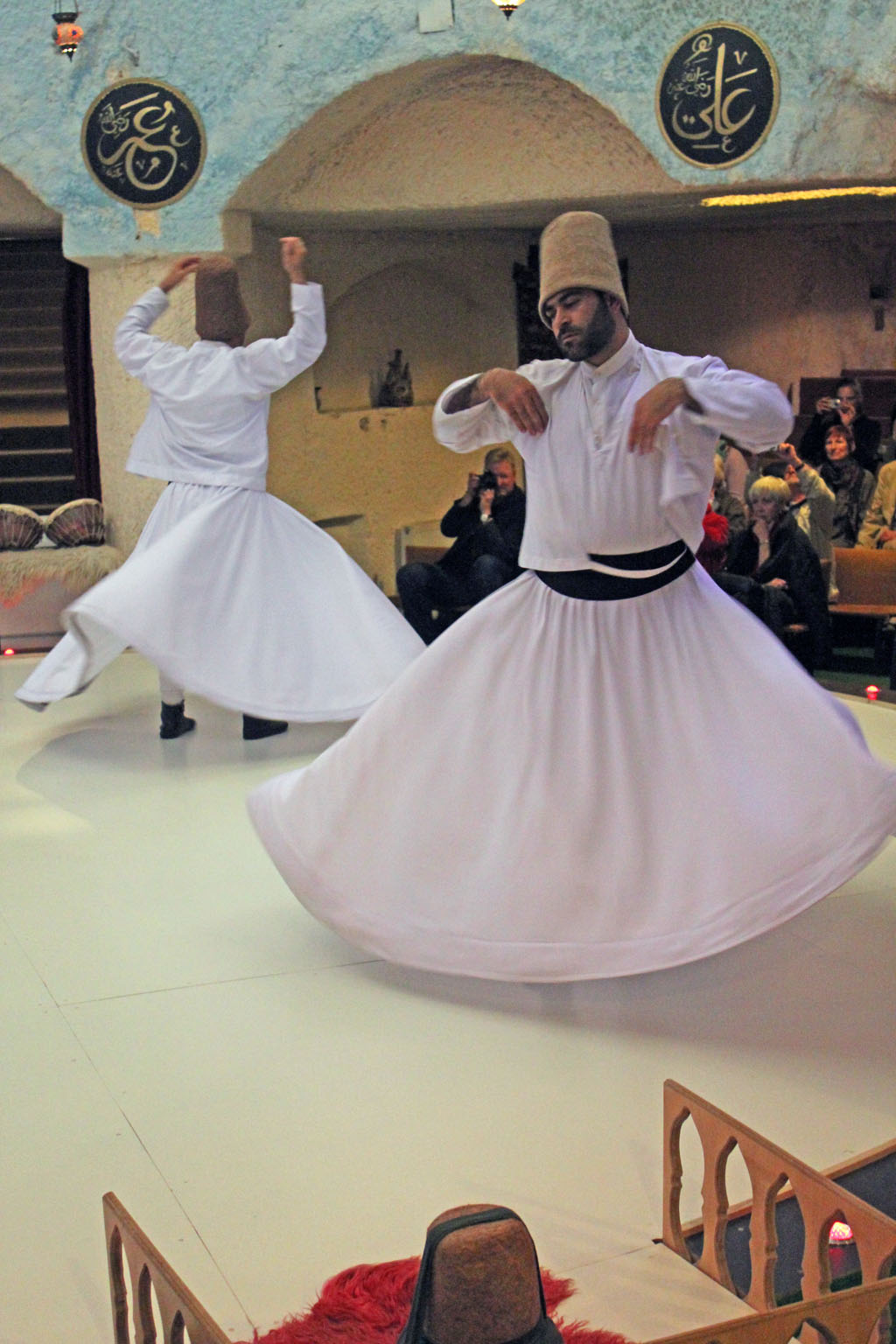
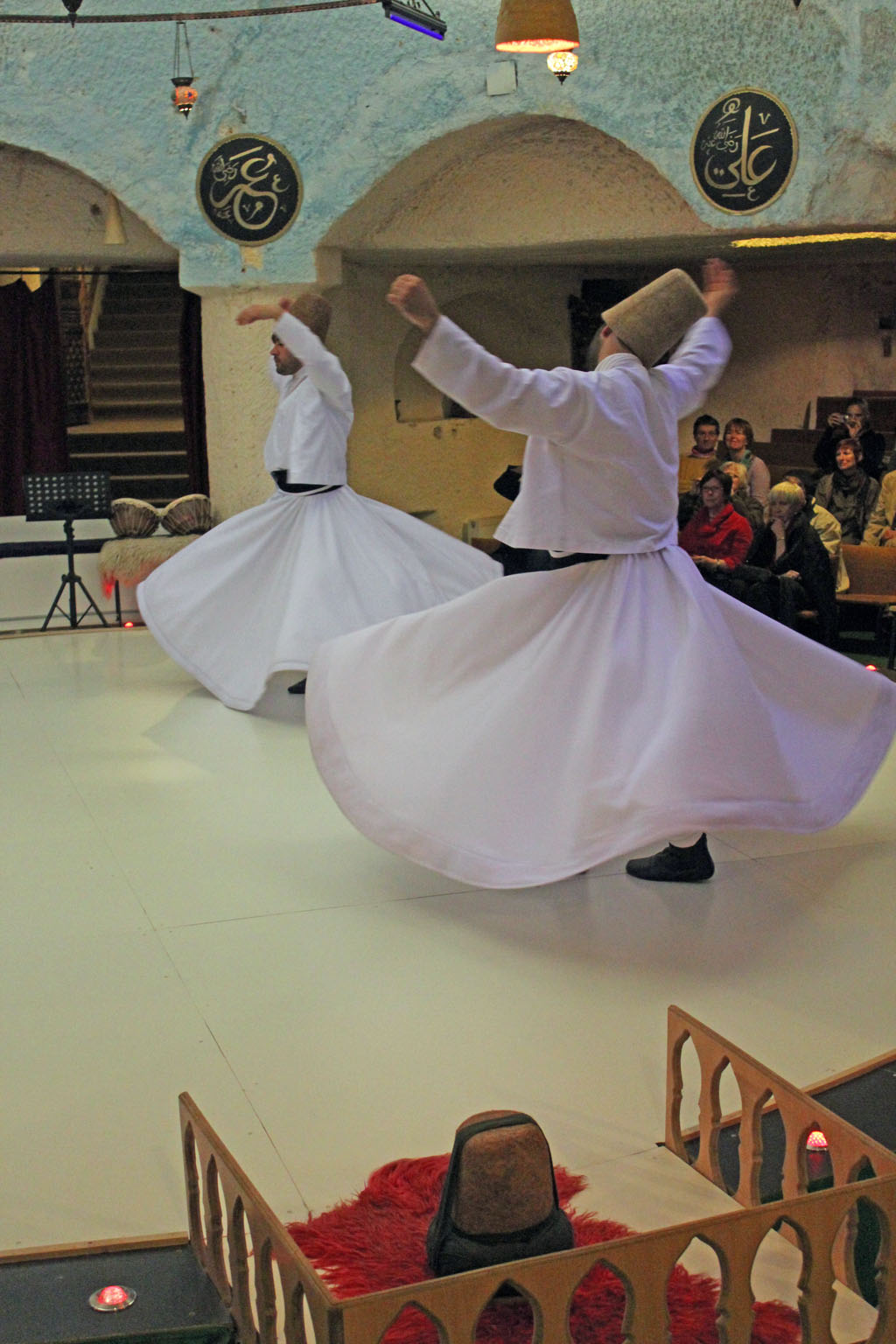
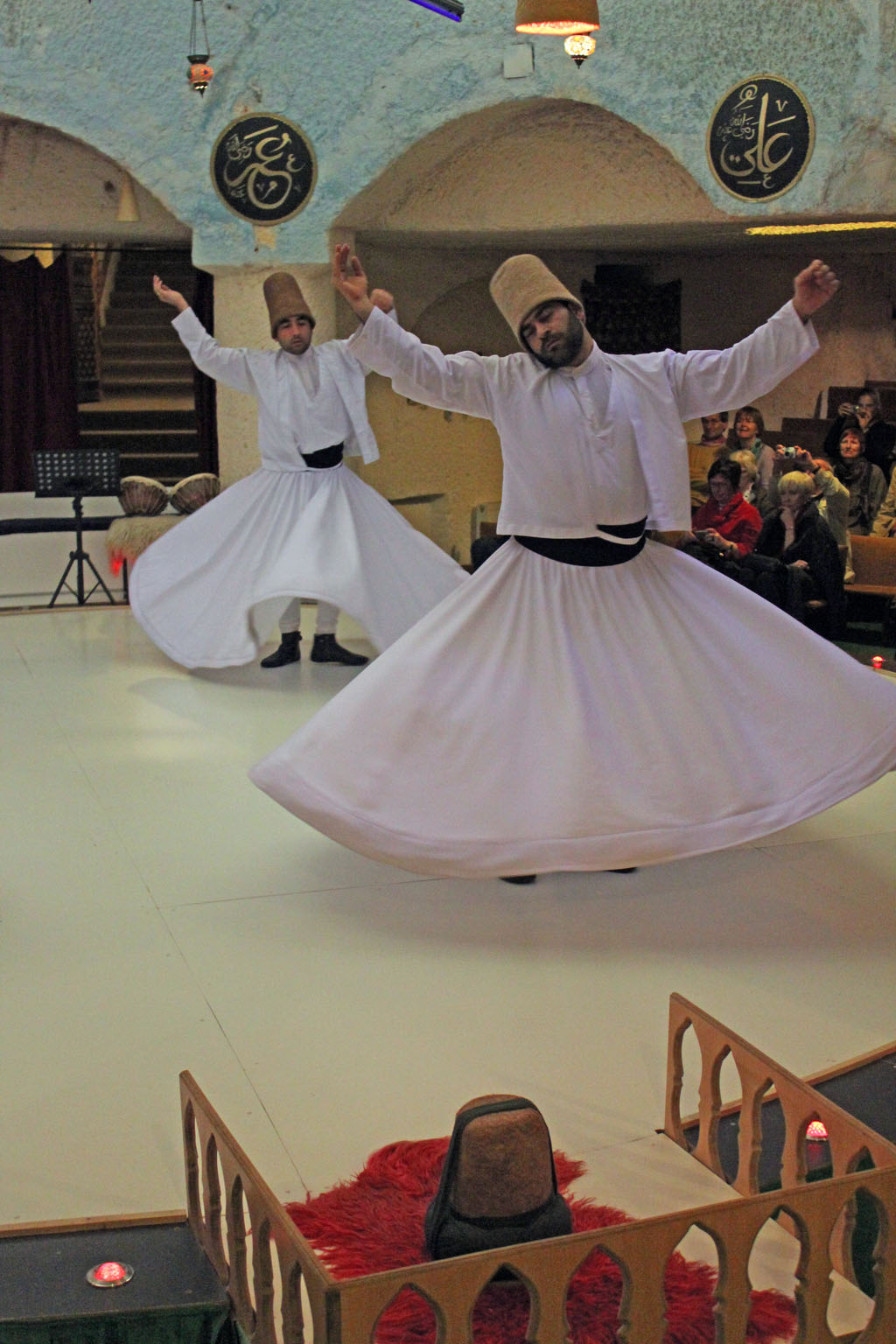
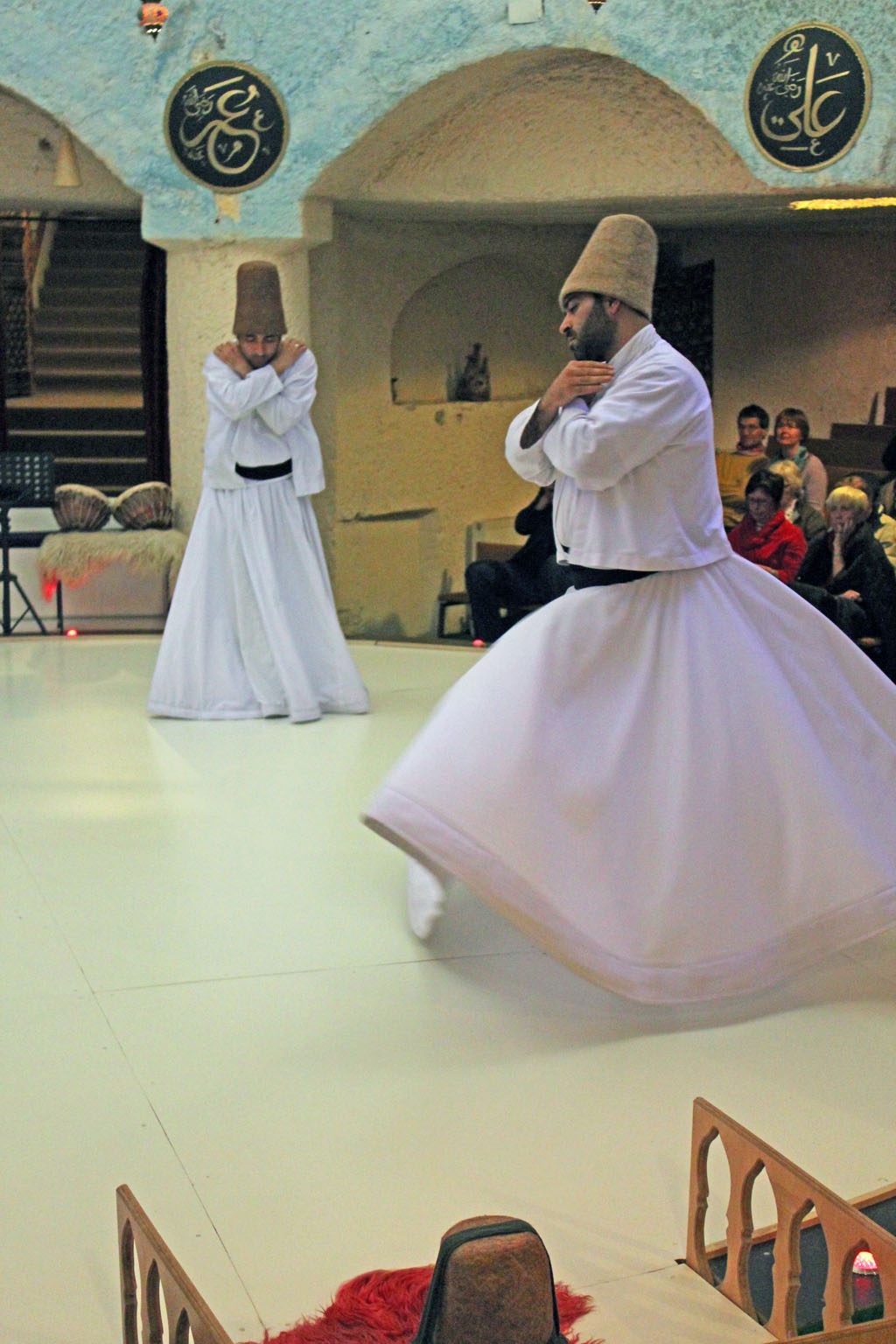
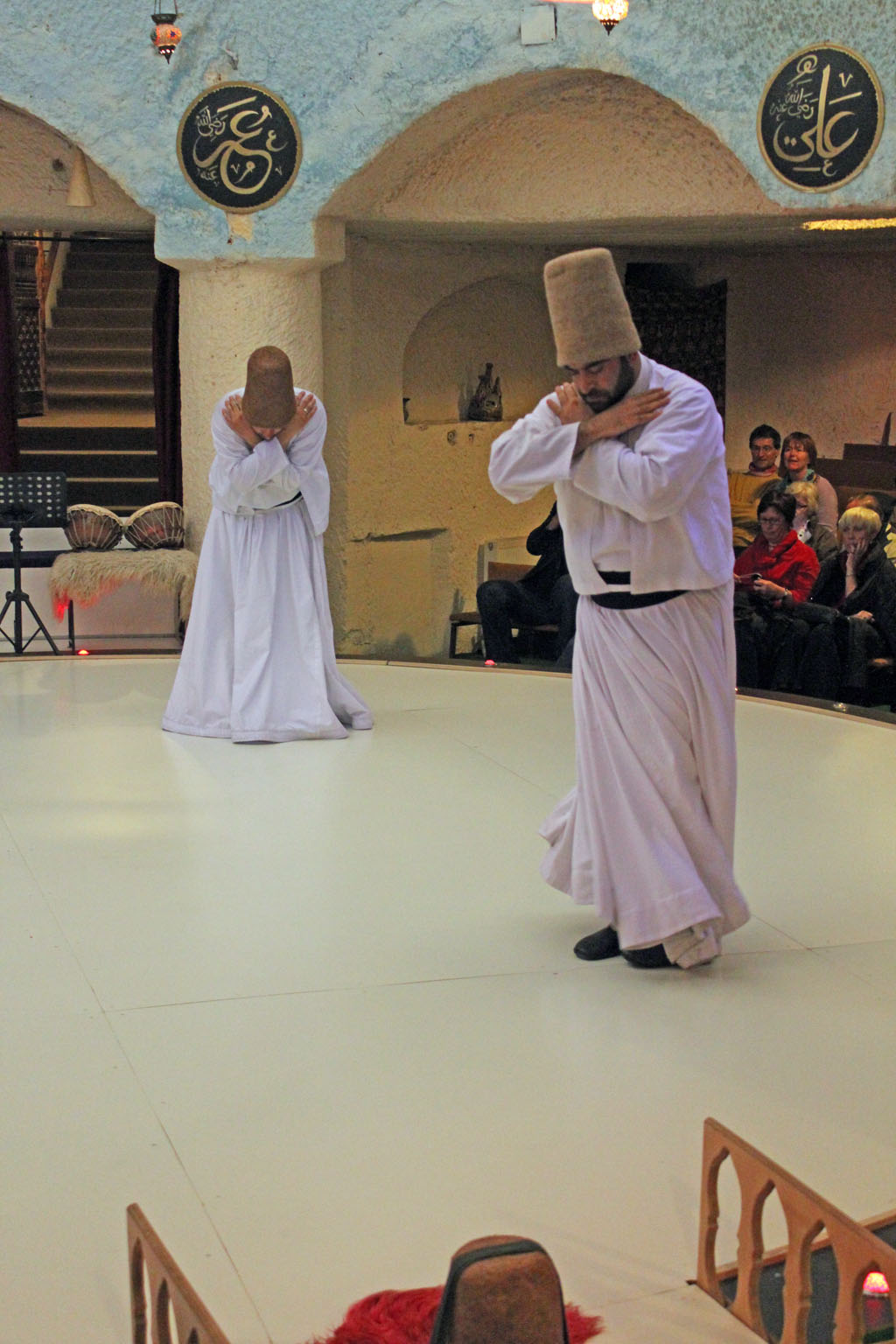
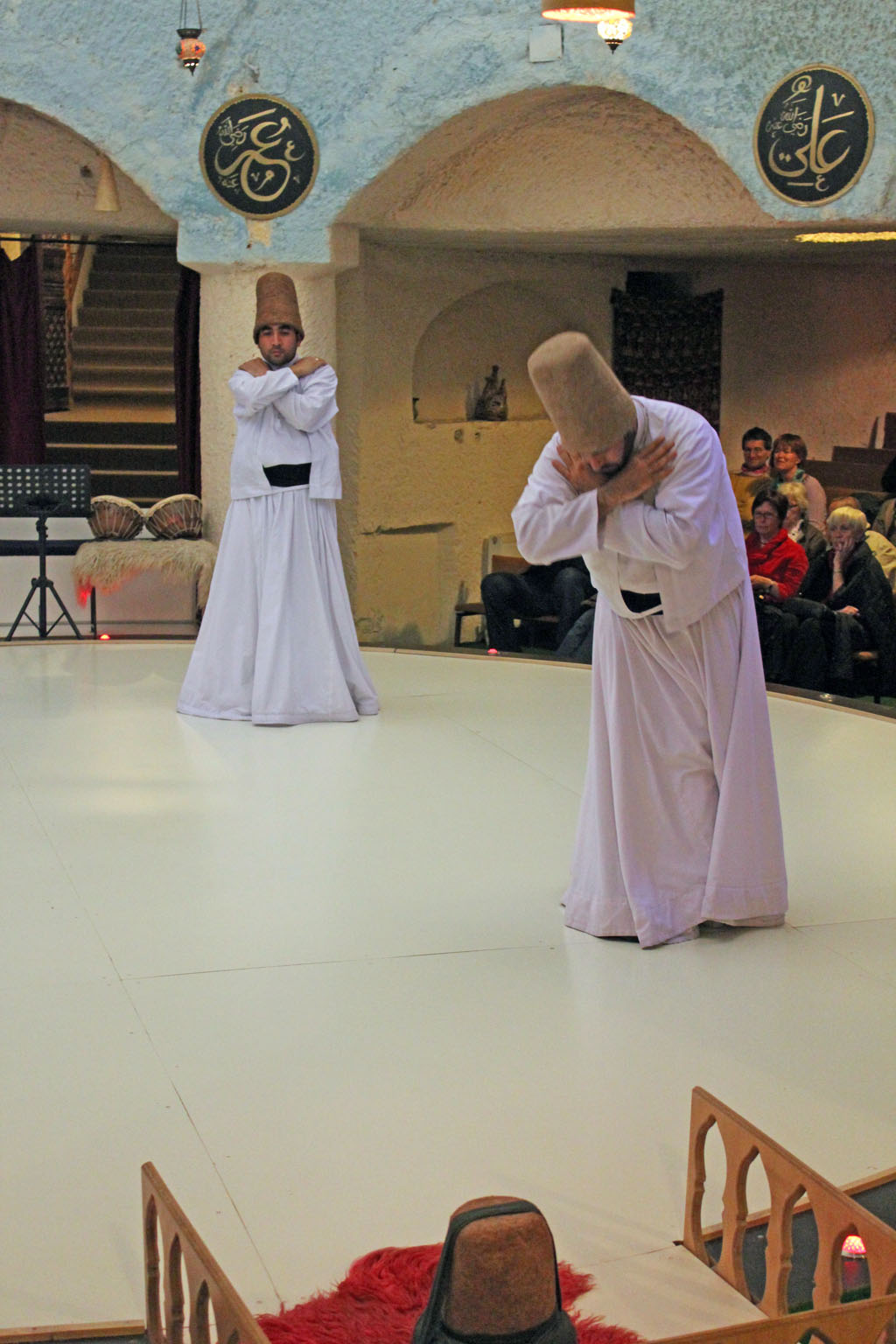
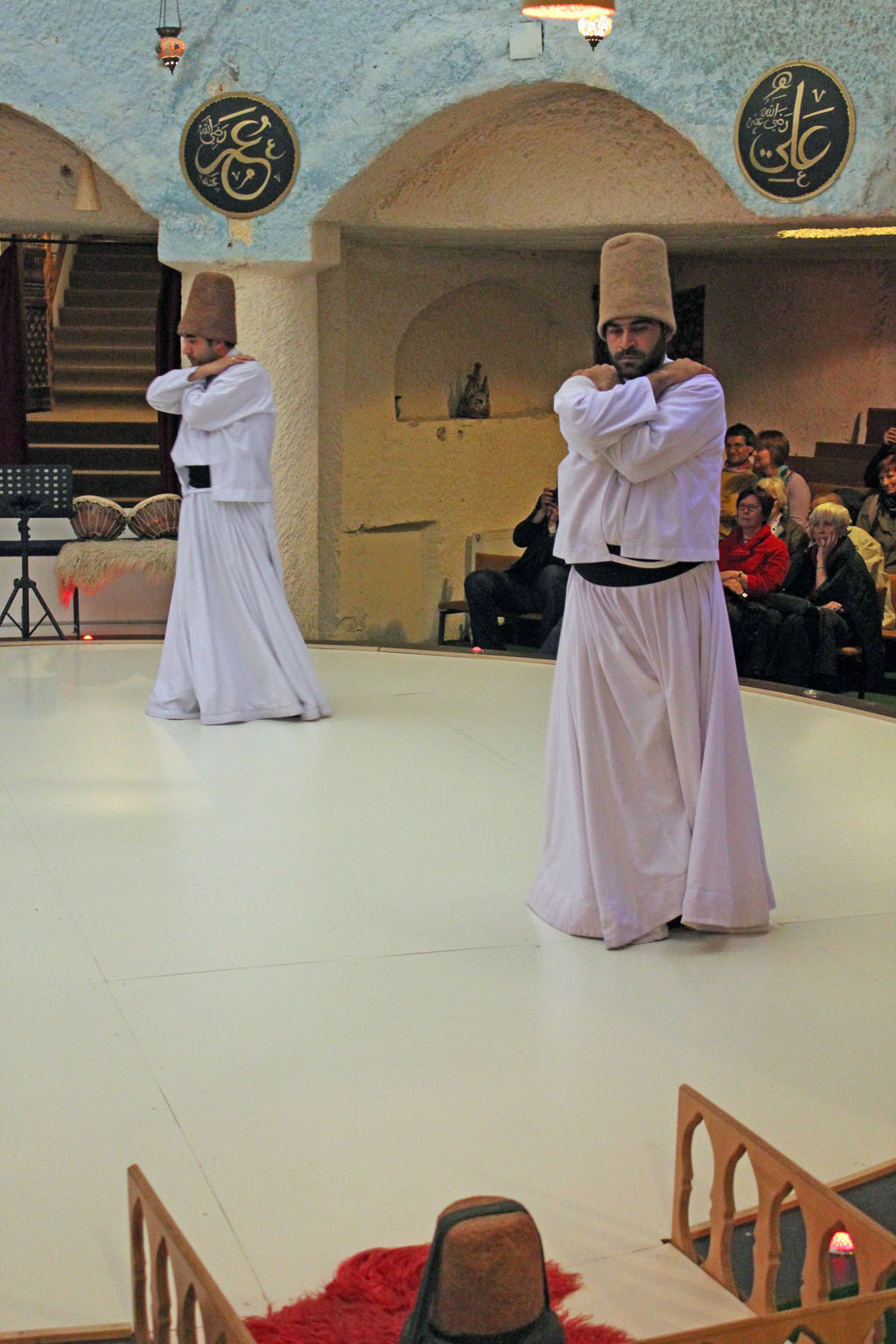
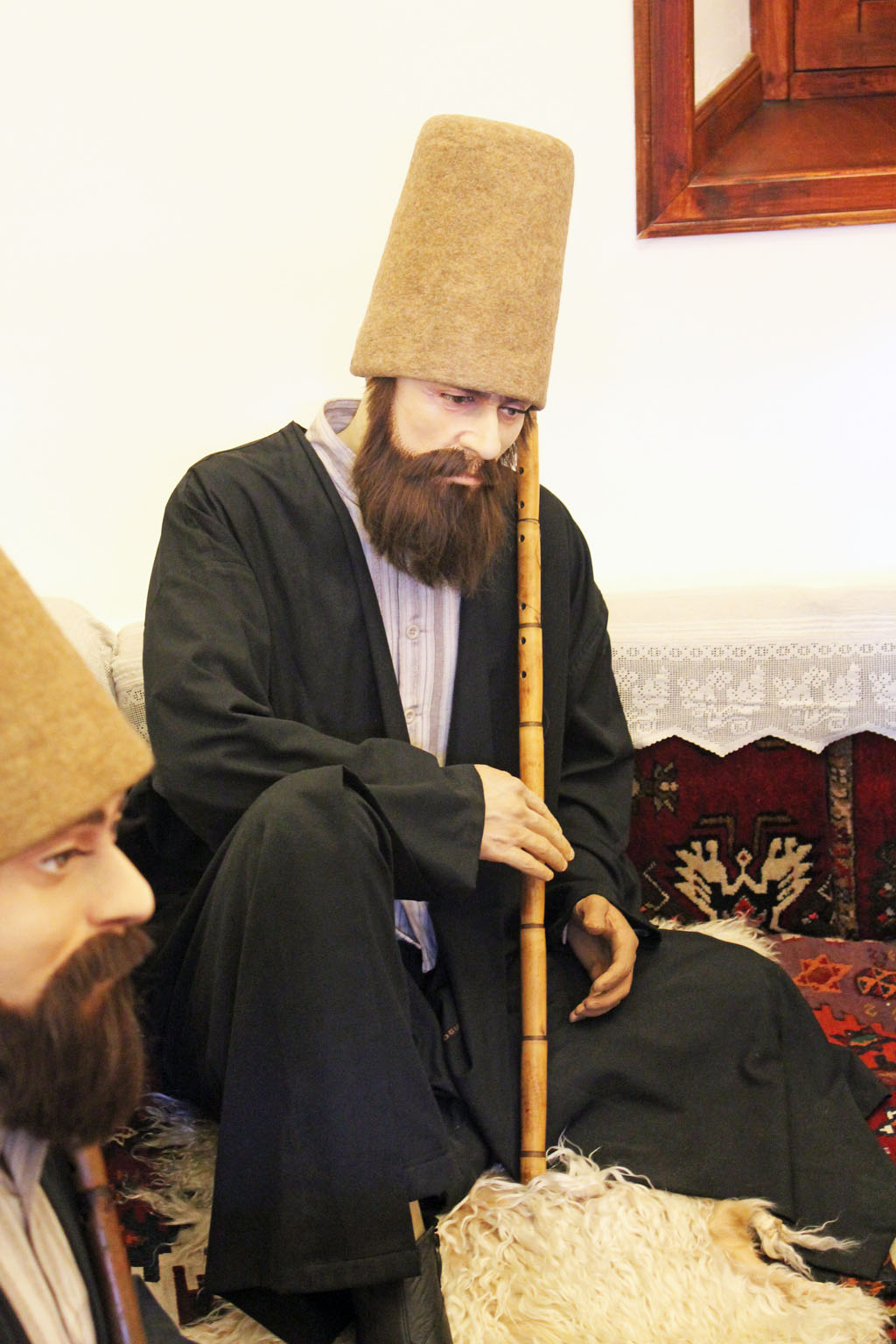
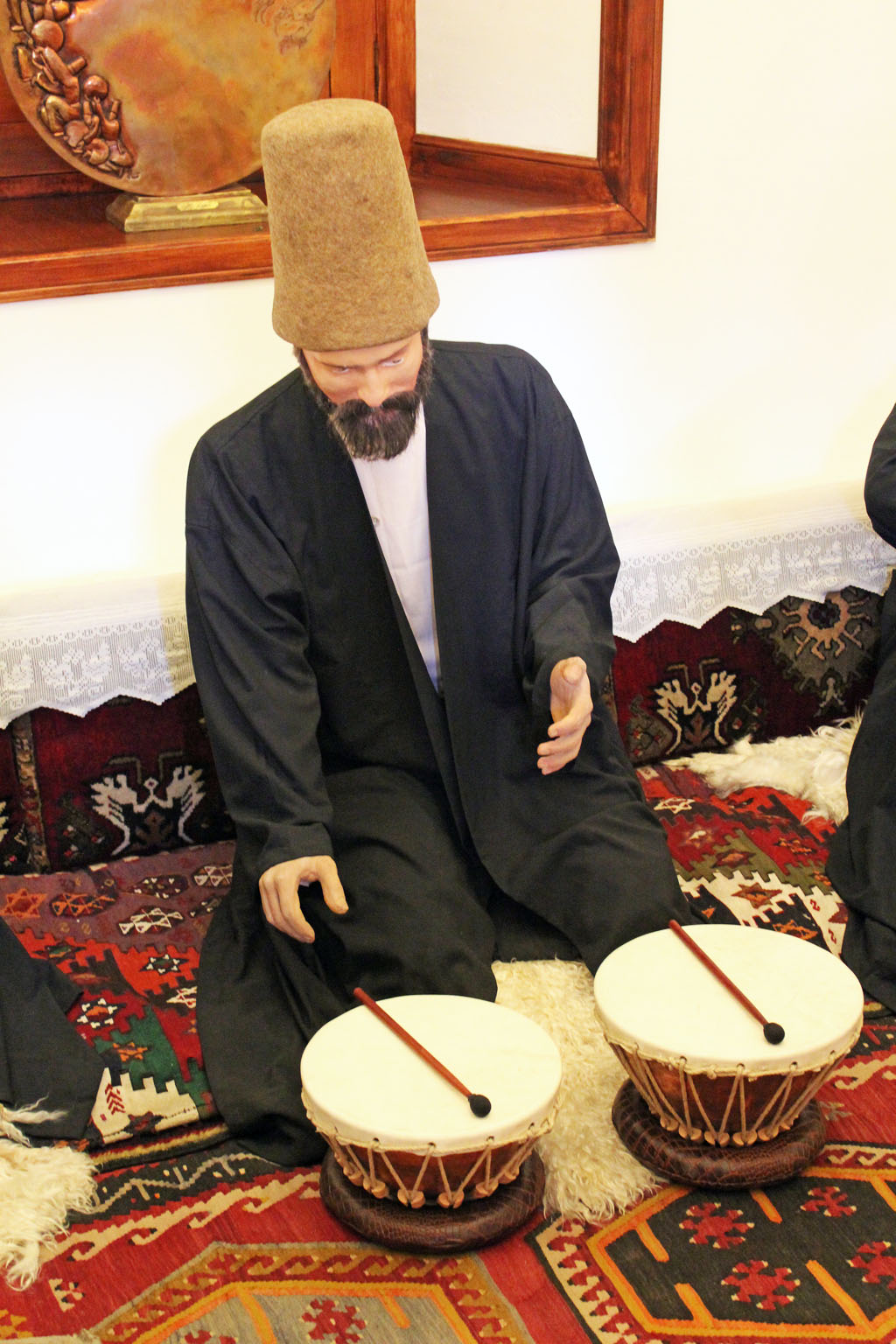
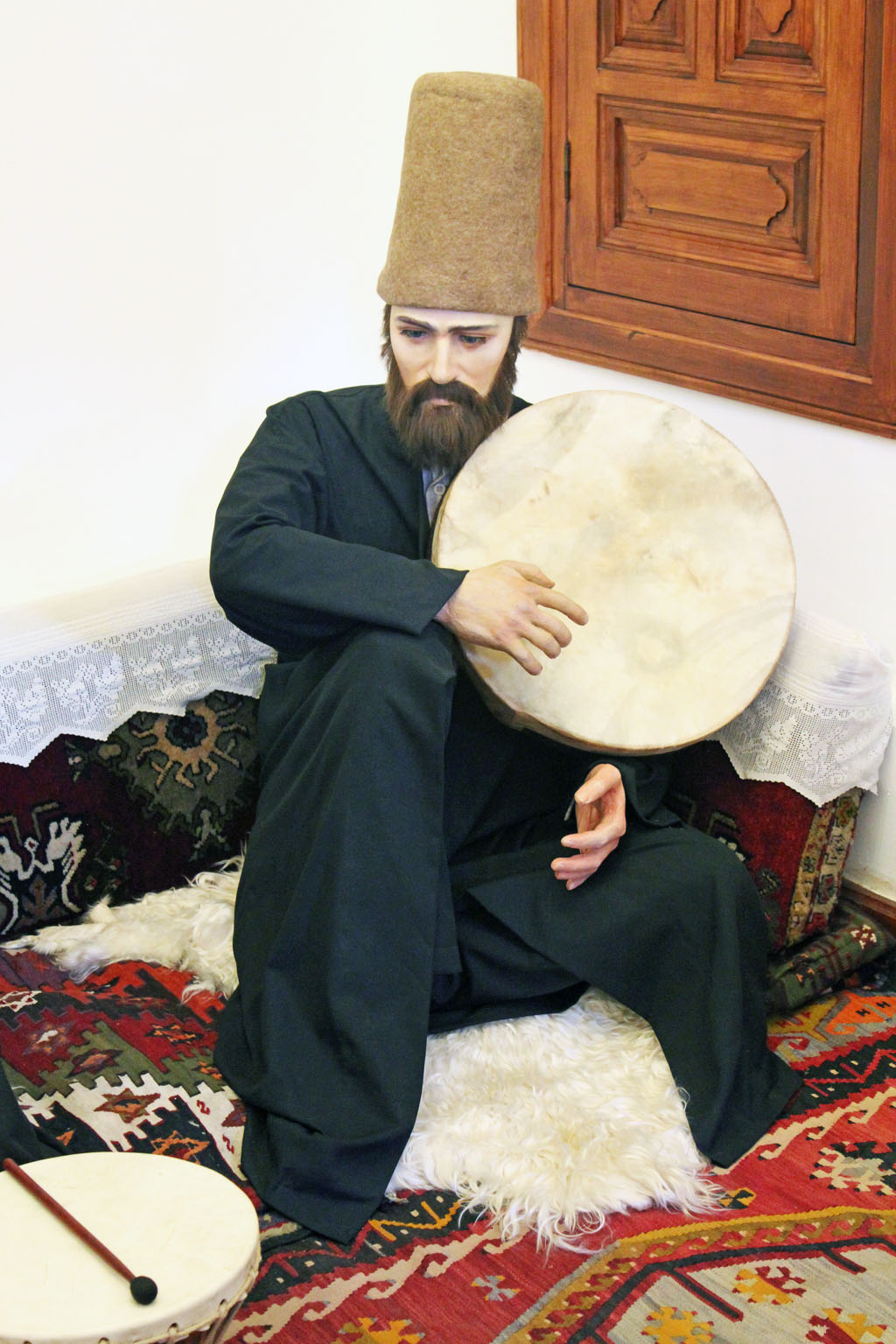